# The Dream Syndicate (gruppo musicale anni 1960)
The Dream Syndicate, originariamente Theatre of Eternal Music, sono stati un collettivo artistico e gruppo musicale statunitense.
Fondati negli anni sessanta da La Monte Young, hanno proposto uno stile sperimentale incentrato sui bordoni. Fra gli artisti che hanno suonato nel collettivo vi sono stati John Cale, Angus MacLise, Terry Jennings, Marian Zazeela, Tony Conrad, Billy Name, Jon Hassell, Jon Gibson e Alex Dea.
Il gruppo è stilisticamente legato all'estetica Neo-Dada della corrente Fluxus e al continuum della musica noise post-John Cage. La maggior parte dei brani eseguiti dal Theatre of Eternal Music sono lunghissimi in quanto essi hanno tentato di immortalare il concetto di "musica eterna".

## Storia
I Theatre of Eternal Music hanno tenuto spettacoli sulla costa orientale degli Stati Uniti e in Europa occidentale che consistevano in lunghi periodi di inondazione sensoriale con combinazioni di relazioni armoniche che si spostavano lentamente da una all'altra per mezzo di "leggi" stabilite di La Monte Young su sequenze e simultaneità "consentite". Nel 1964, l'ensemble faceva perno sulle voci di Zazeela e (con minore frequenza) di Riley più gli archi di Conrad e Cale. Le note sostenute e discordanti del Theatre of Eternal Music hanno influenzato tanto lo stile di John Cale da solista quanto i Velvet Underground nel loro uso di suoni dissonanti e di feedback. Cale e Conrad hanno realizzato registrazioni rumoriste durante la metà degli anni sessanta, come la serie Inside the Dream Syndicate di Cale (The Dream Syndicate è il nome alternativo dato da Cale e Conrad al loro lavoro collettivo con Young). Molti considerano The Tortoise His Dreams and Journeys del 1964, il capolavoro del gruppo. La traccia è divisa in diverse sezioni, tra cui Map of 49's Dream: The Two Systems of Undici Set of Galactic Intervals Ornamental Light-Years Tracery ed è l'unico di cui è possibile trovare una registrazione su disco di quaranta minuti di durata.

## Discografia
- 1974 – Dream House 78' 17"
- 2000 – Day of Niagara
- 2002 – Dream Interpretation
- 2002 – Stainless Gamelan